# Ahnenschacht
Ahnenschacht är en grotta i Österrike.   Den ligger i distriktet Gmunden och förbundslandet Oberösterreich, i den centrala delen av landet.
Den högsta punkten i närheten är Wehr Kogel, 1 981 meter över havet, öster om Ahnenschacht.
Runt Ahnenschacht är det ganska glesbefolkat, med 25 invånare per kvadratkilometer.  Närmaste större samhälle är Ebensee, 10,2 kilometer norr om Ahnenschacht.